# Централноафричка Република на Светском првенству у атлетици на отвореном 2013.
Централноафричка Република је учествовала на Светском првенству у атлетици на отвореном 2013. одржаном у Москви од 10. до 18. августа четрнаести пут, односно учествовала је на свим првенствима до данас. Репрезентацију Централноафричке Републике представљала је једна такмичарка која се такмичила у трци на 800 метара.,
На овом првенству Централноафричка Република није освојила ниједну медаљу, а Елизабет Мандаба је постигла лични рекорд сезоне.

## Учесници
Жене
- Елизабет Мандаба — 800 м

## Резултати

### Жене
| Атлетичарка      | Дисциплина | Лични рекорд | Квалификације | Квалификације | Полуфинале           | Полуфинале           | Финале               | Финале  | Детаљи                                     |
| Атлетичарка      | Дисциплина | Лични рекорд | Резултат      | Место         | Резултат             | Место                | Резултат             | Место   | Детаљи                                     |
| ---------------- | ---------- | ------------ | ------------- | ------------- | -------------------- | -------------------- | -------------------- | ------- | ------------------------------------------ |
| Елизабет Мандаба | 800 м      | 2:12,56      | 2:14,35 ЛРС   | 8. у гр 3     | Није се квалификовао | Није се квалификовао | Није се квалификовао | 32 / 32 | Архивирано на веб-сајту (1. новембар 2013) |